# Nascerà Gesù - Ricchi & Poveri '88
Nascerà Gesù - Ricchi & Poveri '88 è un album in studio del gruppo musicale italiano dei Ricchi e Poveri pubblicato nel 1988 dalla Fonit Cetra. L'album esce a ridosso della partecipazione del gruppo al Festival di Sanremo 1988 col brano Nascerà Gesù, scritto da Umberto Balsamo, col quale si classificano al 9º posto. L'LP è noto anche semplicemente col titolo Ricchi & Poveri '88. 

## Tracce
Lato A
1. Questa lontananza brucia – 4:15 (Dario Farina, Oscar Avogadro)
2. Buonanotte Fiorellino – 3:01 (Francesco De Gregori)
3. L'anno che verrà – 4:05 (Lucio Dalla)
4. Cara Susanna – 4:30 (Angela Brambati, Stefano Borgia)

Lato B
1. Che sarà – 3:45 (Franco Migliacci, Jimmy Fontana)
2. Samarcanda – 3:20 (Roberto Vecchioni)
3. Il gatto – 3:05 (Franco Gatti, Angelo Sotgiu)
4. Azzurro – 3:20 (Paolo Conte, Vito Pallavicini)
5. Nascerà Gesù – 4:06 (Umberto Balsamo)

## Formazione
Musicisti
- Angela Brambati - voce
- Franco Gatti - voce
- Angelo Sotgiu - voce

Produzione
- Fio Zanotti, Davide Romani - arrangiamenti